# Emporio celestial de conocimientos benévolos
El Emporio celestial de conocimientos benévolos es una cierta enciclopedia china ficcionada por el escritor argentino Jorge Luis Borges en el ensayo El idioma analítico de John Wilkins, en el cual se escribe que los animales se clasifican en:
(a) pertenecientes al Emperador,
(b) embalsamados,
(c) amaestrados,
(d) lechones,
(e) sirenas,
(f) fabulosos,
(g) perros sueltos,
(h) incluidos en esta clasificación,
(i) que se agitan como locos,
(j) innumerables
(k) dibujados con un pincel finísimo de pelo de camello,
(l) etcétera,
(m) que acaban de romper el jarrón,
(n) que de lejos parecen moscas.
Dice Borges en dicho relato: "(...) notoriamente no hay clasificación del universo que no sea arbitraria y conjetural. La razón es muy simple: no sabemos qué cosa es el universo".

## Influencias
Esta lista, cuyo "descubrimiento" Borges atribuye a Franz Kuhn, ha originado una multiplicidad de comentarios filosóficos y literarios, como el inicio del prefacio de Las palabras y las cosas, de Michel Foucault. Louis Sass sugiere que revela un pensamiento esquizofrénico. En contraste, el lingüista George Lakoff señala que la lista es parecida en muchas categorizaciones de culturas no occidentales (véase taxonomía popular). Uno de los elementos de la lista da título a la novela de 2018 del escritor argentino Enrique Ferrari Que de lejos parecen moscas, editada por Alfaguara.